# Leuctra dissimilis
Leuctra dissimilis är en bäcksländeart som beskrevs av Zhiltzova 1960. Leuctra dissimilis ingår i släktet Leuctra och familjen smalbäcksländor. Inga underarter finns listade i Catalogue of Life.